# Валлійський коргі
Вельш коргі (англ. Welsh Corgi, валлійський «карликовий собака») — невеликий тип вівча́рської породи, яка створена в Уельсі. Розрізняють два типи породи: Вельш-коргі-пемброк та Вельш-коргі-кардиган. Історично пемброк був поширений фламандськими ткачами приблизно в X столітті, тоді як кардиган був привезений норвезькими поселенцями. Їх спільним предком є шведська вівчарка. Схожість між цими двома типами пояснюється певним ступенем їх схрещування.
Порода пемброк більш популярна, ніж Вельш-коргі-кардиган, але все ж належить до «Вразливих родових порід собак» — групи, до якої британський Кеннел-клуб відносить породи, які мають щорічний приріст у 300 і менше цуценят у межах Великої Британії. Існує декілька фізичних розбіжностей між цими двома породами. Відповідно до стандартів породи коргі-кардиган загалом має більшу вагу і є вищим. Крім того, хвости також були різної форми. Що стосується їхнього здоров'я, то, згідно з опитуванням 2004 року, вони обидва мають аналогічну тривалість життя, хоча у пемброків більша ймовірність захворювань нирок або уретри. Крім того, пемброки більш схильні до проблем з очима, ніж кардиган. Вельш-коргі асоціаціюється з королевою Єлизаветою II, яка мала понад 30 собак пемброків і такс.

## Історія
Історично валлійські коргі використовувалися для випасання великої рогатої худоби. Вони є типом пасовищної собаки, яка називається «хелачком», а це означає, що вони будуть «наступати по п'ятах» більших тварин, щоб тримати їх у русі. І Пембрукшир, і Кардиганшир є історично сільськогосподарськими районами Уельсу. Поєднання низького зросту і вродженої спритності коргі дозволяла їм уникнути копит худоби. Термін «corgi» валлійською означає «карликова собака» (cor = карлик, gi = леніція від ci, собака) та не був образливим щодо розміру собаки, а використовувався як суто описовий. Існує також народна легенда, яка говорить, що коргі був подарунком від лісових фей, і що на шерсті породи залишилися сліди від казкових ременів і сідловин; проте походження цієї легенди сумнівне.
Пембрукшир та Кардиганшир — сусідні історичні округи в Уельсі. Географічна відстань між двома регіонами, в честь яких названі сучасні породи, можливо призвела до окремої еволюції порід. Існують різні перекази про походження коргі: одні вважають, що дві сучасні породи мають спільного предка, тоді як інші приписують фламандським ткачам імпорт валлійського коргі пемброка починаючи з X століття. Інші теорії про походження породи пембрук припускають, що вони походять від центральноєвропейських пастуших порід із території, що прилягає до сучасної Німеччини. Залежно від того, в який період часу ці собаки були завезені в Уельс, вони могли належати до порід Німецький бракк або Такса.
Вельш-коргі-пемброк пов'язаний із впливом скандинавських поселенців у регіоні. Собаки подібних розмірів існують у сучасній Скандинавії, їх називають шведською вівчаркою. Деякі історики стверджують, що ці дві породи мають спільного предка. Наприкінці XV століття фермери в Кардіганшірі почали переходити від розведення великої рогатої худоби до розведення овець, проте існуюча порода не підходила для роботи зі стадами овець. Собаку почали схрещувати з Уельською вівчаркою, що вплинуло на змішане забарвлення в породі. Інша схожість між двома типами валлійських коргі була пов'язана з їх схрещенням або розведенням фермерами, які хотіли, щоб порода кардиган наблизилась своєю природою до породи пемброк.
Перша записана дата появи Коргі на виставці в Уельсі — 1925 рік. Капітан Дж. П. Хоувел скликав збори селекціонерів обох порід: пемброк та кардиган, і сформував Уельський клуб коргі з початковим складом 59 осіб. Був створений загальний стандарт породи, і коргі почав з'являтися на виставках. До цього моменту жодна порода не була розведена спеціально для показу. Члени цього клубу були в першу чергу зацікавлені в породі пембрук, хоча зустрічалась і порода кардиган. У той час породи почали називатися Пембрукширською та Кардиганширською; пізніше імена були скорочені. Валлійський коргі вперше з'явився на міжнародній виставці собак Крафтс в 1927 році.
Першим чемпіоном цієї породи, який був нагороджений на виставці в Кардіффі в 1928 році, була червоно-біла самка пембрук на ім'я Shan Fach. Породи пембрук та кардиган оцінювалися разом аж до 1934 року, поки Кеннел-клуб не визнав кожну породу окремо. Під час первинної реєстрації в родовідні книги було внесено близько 59 кардиганів та 240 пемброків. Рішення про породу, до якої належала кожна собака, іноді залишали на розсуд власникам, котрі могли вибрати те, що на їх думку було найбільш подходящим.
Вельш коргі-кардиган продовжував залишатися рідшою породою, ніж пембрук, з лише 11 реєстраціями, здійсненими у 1940 році. Обидві породи пережили Другу світову війну, хоча кардигани, зареєстровані в Кеннел-клубі, до кінця війни складали лише 61 собаку. Пембруки стали дуже популярними в післявоєнні роки у Великій Британії; у 1953 році вони стали четвертою за популярністю породою Кеннел-клубу, поступаючись місцем англійському кокер-спанієлю, німецькій вівчарці і пекінесу. Пізніше порода коргі втратила популярність: ветеринарний лікар Брайан Синглтон пояснив The Times у 1963 році, що це було зумовлено проблемами з їх темпераментом.
Вельш коргі-кардиган був зареєстрований у першому списку «Вразливих родових порід собак» Кеннел-клубу у 2006 році. Цей список призначений для тих порід, які за один рік реєструють менше 300 собак; в 2006 році було зареєстровано 84 кардиган коргі. Після початкового збільшення кількість зменшилась до 46 собак у 2010 році, але потім зросла до найвищого числа, починаючи з початку списку у 2015 році, в загальній кількості зареєстровано 124 цуценяти. У 2013 році також додано пемброків, оскільки в цьому році зареєстровано лише 241 цуценя. У той час, як Кеннел-клуб звинувачув у цьому імпорт іноземних порід собак, The Daily Telegraph називав причиною заборону на обрізання хвоста, введену шість років до цього. Однак у 2015 році кількість реєстрацій пембруків збільшилася на 34 %; така зміна відбулася завдяки популярності коргі в Instagram.

### У США
У 1933 році перший валлійський коргі був доставлений до Сполучених Штатів американською селекціонеркою пані Льюїс Роеслер, до її розплідників Мерріпа на берксирських горах Массачусетса. Раніше вона була добре відома завдяки розведенню староанглійських вівчарок. Роеслер купила самку Пембрука, Маленьку Мадам, на лондонській станції Паддінгтон за 12 фунтів стерлінгів. Бажаючи мати товариша для своєї собаки, вона відвідала кілька розплідників коргі і купила собаку якого назвала капітан Вільям Льюїс. Американський клуб розплідників (AKC) вперше зареєстрував валлійських коргі в 1934 році як єдину породу, а Маленька Мадам була першою зареєстрованою твариною породи.
Окрім британських титулів, вона стала першим коргі, який отримав статус чемпіона в США, і першим коргі, який отримав титул Best of Group на конформаційному шоу в Сполучених Штатах. Через місяць після цих досягнень Маленька Мадам повторила свої перемоги. У 1937 році був створений клуб Pembroke Welsh Corgi, а перше шоу було проведено в Джеральдіні Роджерлєр Дьогс у Джірральді Фермс у Нью-Джерсі.
У 1931 році в США була ввезена пара кардиганів коргі, однак першим членом цієї породи, який був зареєстрований в АКС, був Блодвен Робінкрофт в 1935 році. У Сполучених Штатах вони ніколи не мали перевагу у порівнянні з породою коргі. У 1997 році в AKC було зареєстровано близько 752 Кардиганів у порівнянні з 8 281 Пемброків.

### Легенда про собак вельш-коргі-пемброк
У давні часи, коли феї розквітали в своєму власному чарівному світі, вони мали малих вірних супутників, які допомагали їм у їхніх звірячих справах. Ці супутники були вельш-коргі-пемброк, порода собак, яка відзначалася своєю вірністю та веселістю.
За легендою, феї вирішили, що їхні діти також повинні мати своїх вірних супутників для захисту та розваги. Одного прекрасного дня, феї вирішили вибрати найвідданіших та найрозумніших коргі серед своїх підопічних.
Діти фей, рахуючи на своїх пальчиках, обрали невелику групу вельш-коргі-пемброк, які мали стати їхніми вірними супутниками та пастухами. Завдяки вигадливості та магічним силам фей, ці маленькі коргі отримали неймовірні здібності.
Феї дали своїм вельш-коргі-пемброк магічні характеристики, зробивши їхню шерсть блискучою, а очі сяючими. Вони вручили їм важливе завдання: стежити за їхніми дітьми на Землі та бути їхніми вірними захисниками.
Вельш-коргі-пемброк з великою радістю взяли на себе це завдання. Вони стали вірними супутниками для дітей фей, весело розважали їх та допомагали у всіх побутових справах. Ці магічні коргі також виявилися відмінними пастухами, ведучи стада фантастичних тварин і захищаючи їх від небезпек.
Таким чином, вельш-коргі-пемброк стали не тільки вірними супутниками фей, але і частиною земельного світу. Їхня веселість, відданість та чарівний вигляд зробили їх улюбленими не тільки серед фей, але й серед всіх, хто мав щастя зустріти цих чудових собак на своєму шляху. Легенда про вельш-коргі-пемброк та їхню магічну дружбу з феями стала частиною казкового світу, яка продовжує зачаровувати та надихати.

## Сьогодення

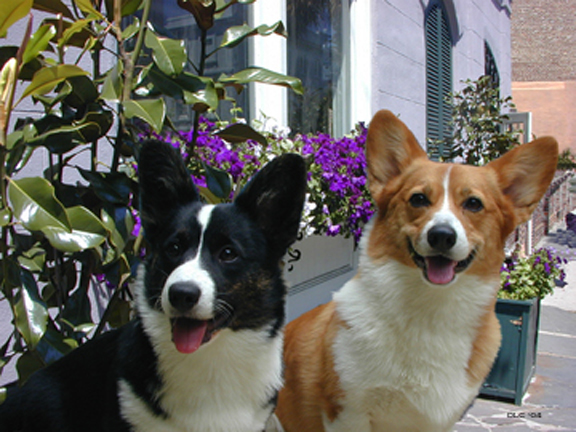
Валлійські коргі-кардиган (ліворуч) і коргі-пемброк (праворуч)

Існує дві породи вельш коргі: кардиган та пемброк, кожна з яких названа за округом Уельсу, де вона виникла. Собаки мають також спільні риси як от шерсть, яка є водонепроникною і линяє в середньому двічі на рік. Тіло кардигана трохи довше, ніж у пембрука; обидві породи мають короткі ноги, а їхні тіла, відповідно, розміщені близько до землі. Проте вони не настільки квадратні в контурі як типовий тер'єр, або мають таке ж витягнуте тіло як такси. Є лише незначні відмінності у формі голови; обидві породи мають форму схожу на голову лисиці. Голова та ніс кардигана, як правило, більші ніж пембрука. Через кілька днів після народження може з'явитися справжній колір коргі, що особливо помітно у тих, хто має триколор або чорно-коричневу позначку.
Коргі в сучасну епоху часто конкурують у випробуваннях спритності, послуху, демонстрації, флейболу, стеження та погоні. Вираження інстинктів та здатність до тренування можна виміряти при неконкурентних тестах на випасання. Кардигани та пембруки, що проявляють основні пастуші інстинкти, можуть бути навчені для змагань у пастуших випробуваннях, відомих у розмовному спілкуванні як «божевільний забіг». Колись коргі також використовувалися для охорони дітей.

### Вельш коргі-кардиган

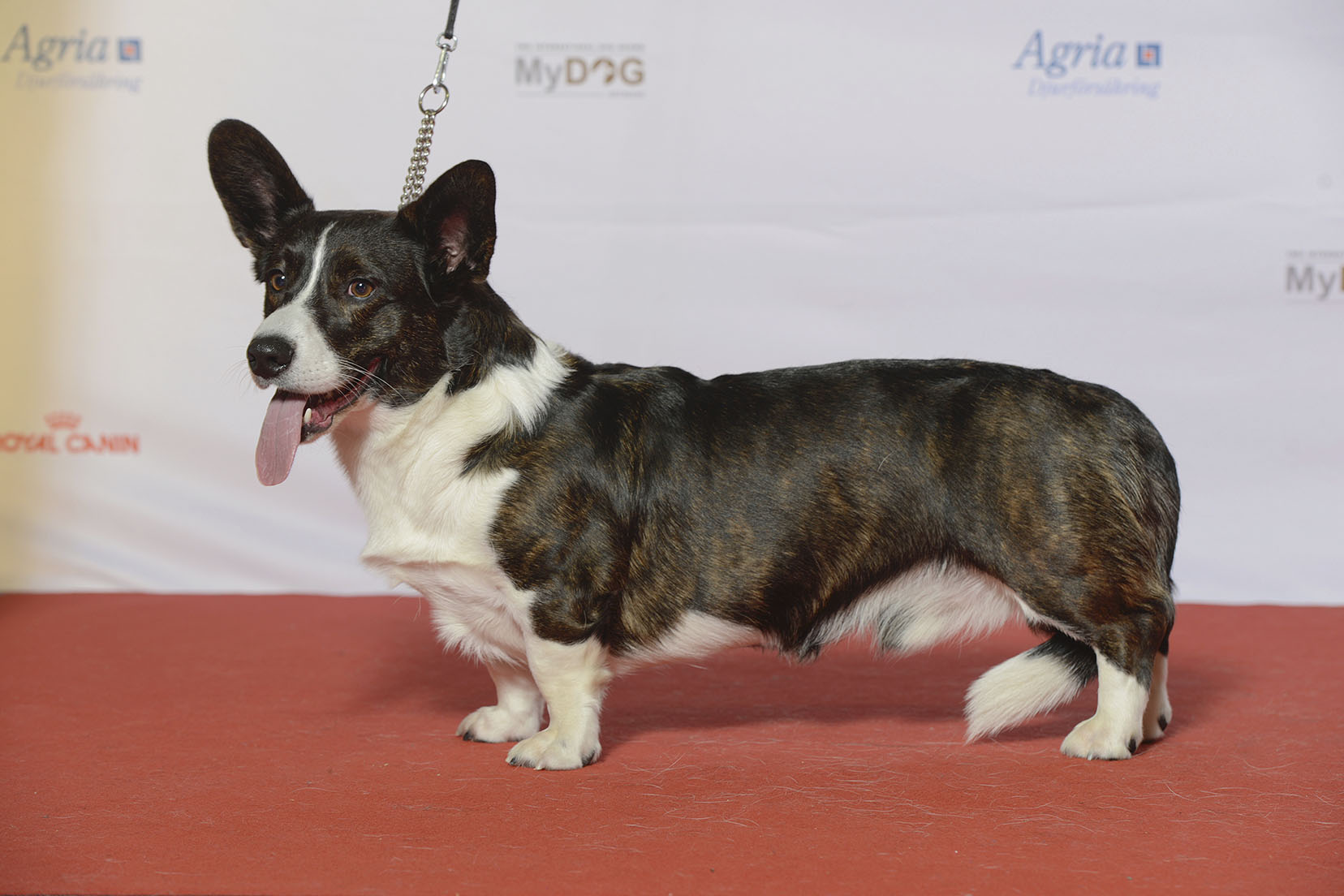
Вельш коргі-кардиган із кличкою Бангавей

Відмінності між двома породами включають структуру кістки, довжину тіла та розмір. Кардигани — це більша з двох порід, з великими загостреними вухами і довжиною 12 дюймів (30 см). Хоч кардиган і має більше кольорів, ніж пемброк, білий не переважає у кольорі хутра. Кардиган — це собака з подвійним покриттям шерсті, де зовнішній покрив щільний, злегка різкий у фактурі та середньої довжини. Нижній шар хутра короткий, м'який і товстий. Відповідно до стандарту, ця порода становить від 10,5 до 12,5 дюймів (270—320 мм) у холці і має важити від 30 до 38 фунтів (14—17 кг). Скелетна структура кардиганів відрізняється від пембруків, оскільки в передніх двох ногах перевершується вигин, який вписується в грудну клітку тварини. Крім того, кардиган сильніший від пемброка, з більш щільною кістковою масою.
У кардиганів є більша різноманітність кольорів, ніж у пемброків, що дозволяє виділяти різноманітні відтінки червоної, собольової та бриндлі. Морські маркування присутні в породі, хоча це зазвичай обмежується синьою мерлею. Існує кілька критеріїв дискваліфікації в стандарті породи з метою показу конформації. Це включатиме укорочені вуха, біле пальто, блакитні очі або несумісні чорні носи у собак без мерлевого забарвлення.

### Вельш коргі-пемброк

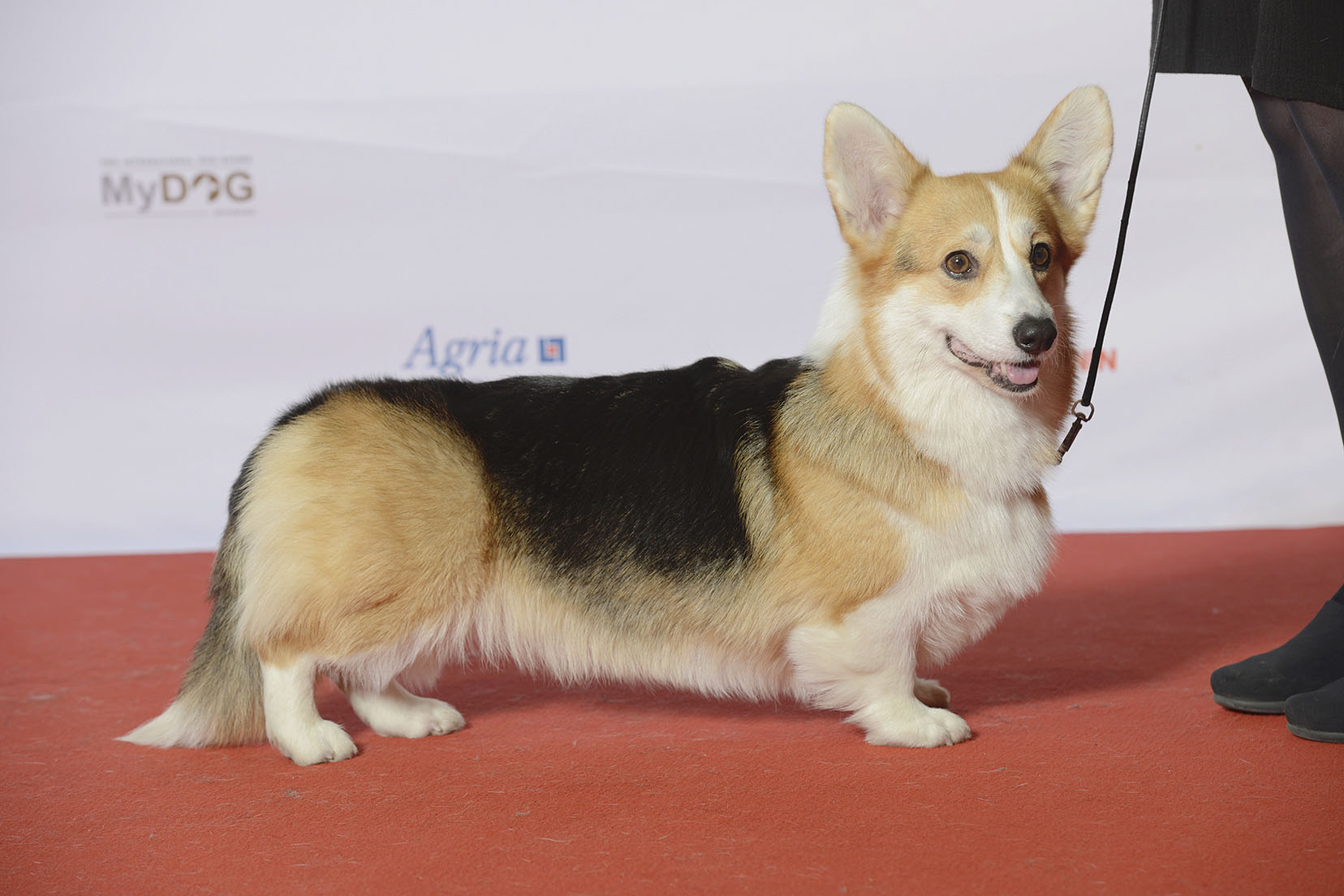
Вельш коргі-пемброк із кличкою Маргарита

Пемброк має особливі вуха, дещо коротші, ніж у кардиганів. Собаки низькі, інтелектуальні, міцні, з витривалістю достатньою для роботи на фермі. Загальна висота у в'язці становить від 10 до 12 дюймів (250—300 мм); чоловіча собака цієї породи повинна важити не більше ніж 30 фунтів (14 кг), а  жіночої статі 25 фунтів (11 кг). Його хвіст коротший, ніж у кардигана; це може бути досягнуто шляхом розведення або обрізання.
Порода пемброк має менше кольорів шерсті. До них належать червоний, собольний, жовтувато-брунатний і чорний, кожен із яких може бути з білими маркуваннями або без них. Також можна побачити звичайні білі або сірі хутра, але на виставках це буде розглядатися як серйозний недолік. Проте валлійський коргі-пембрук не має спеціальних критеріїв дискваліфікації, що існують у стандарті породи.

## Здоров'я
Згідно з опитуванням Pennsylvania Club Purebred Dog, проведеного у 2004 році, ці дві породи мали схожу середню тривалість життя: середній вік при смерті склав 12 років 3 місяці для пемброків і 12 років 2 місяці для кардиганів. Основні причини смерті були однаковими в обох породах: рак та старість. Проте порода пембрук показала більшу частку смертей, пов'язаних або з нирковою недостатністю або уретральною обструкцією.
Опитування показало, що породи страждають від аналогічних показників поточного стану здоров'я, за винятком одного. Оскільки понад чверть опитаних пемброків страждали від деяких видів хвороб очей, лише 6,1 % кардиганів мали такі недуги. Очі, характерні для порід коргі, включають прогресуючу атрофію сітківки, яка зустрічається частіше у собак старше шести років. Подібні відсотки в опитуванні спостерігалися в обох породах із питань, пов'язаних із розмноженням, наприклад, що вимагають кесаревих заходів та мають фальшиву вагітність. Подальші подібності також спостерігалися у зв'язку з проблемами мускулатури, включаючи артрит. Тим не менш, дисплазія хребта, звичайна річ у деяких типах собак, зустрічається рідко в породах коргі.

## Культурний вплив
Королева Єлизавета II вже давно асоціюється з коргі. Після візиту до Томаса Тінна у 1933 році батько принцеси Єлизавети, князь Альберт, герцог Йоркський (пізніше Георг VI), придбав золотого коргі-пембрук із розплідників Розавел, Суррей, якого згодом назвали Дуккі.
Принцессі Єлизаветі була подарована власна коргі-пемброк, на ім'я Сьюзен, на її 18-річчя у 1944 році. Сьюзен стала праматір'ю всіх коргі, що належать Королівському господарству. З того часу королева виростила десять поколінь собак, особисто володіючи понад тридцятьма собаками, які були або чистопородними пембруками, або схрещеннями коргі / такси, що звались «Доргі».
Коргі також з'явилися на телеекранах, на сцені та в романах. У 1961 році коргі був представлений у фільмі Уолта Діснея «Маленька загублена собака», що призвело до збільшення популярності породи в Сполучених Штатах. Театральна адаптація мала місце валлійського автора Роальда Даля.
У аніме «Cowboy Bebop» головні герої мають суперінтелектуального валлійського коргі-пемброка Айна, на своєму кораблі. Графічний роман «Верхній шельф» теж має персонажа даної породи.